# George W. Bush Presidential Center
Ne doit pas être confondu avec George Bush Presidential Library and Museum.
Le George W. Bush Presidential Center est le complexe qui abrite la bibliothèque présidentielle de l'ancien président des États-Unis George W. Bush, un musée,  l'institut politique George W. Bush (George W. Bush Policy Institute) et les bureaux de la fondation George W. Bush. Ce centre occupe une superficie de 100 000 m² sur le campus de la Southern Methodist University à University Park au Texas. La construction a démarré fin 2010 et a coûté entre 200 et 500 millions de dollars. L'ouverture a eu lieu le 25 avril 2013.
L'ensemble est conçu par l'architecte américain Robert A. M. Stern.

## Organisation et structure

George W. Bush Presidential Center.

Le centre n'est donc pas une simple bibliothèque d’archives comme la plupart des autres bibliothèques présidentielles. Il a ainsi également pour vocation à travers ses publications, conférences, initiatives et ses nombreux partenariats de devenir une institution reconnue jouant un rôle majeur dans les différents secteurs de son intervention.
Le centre se voit divisé en deux éléments : la bibliothèque présidentielle et Le George W.Bush Institute.

### La bibliothèque présidentielle

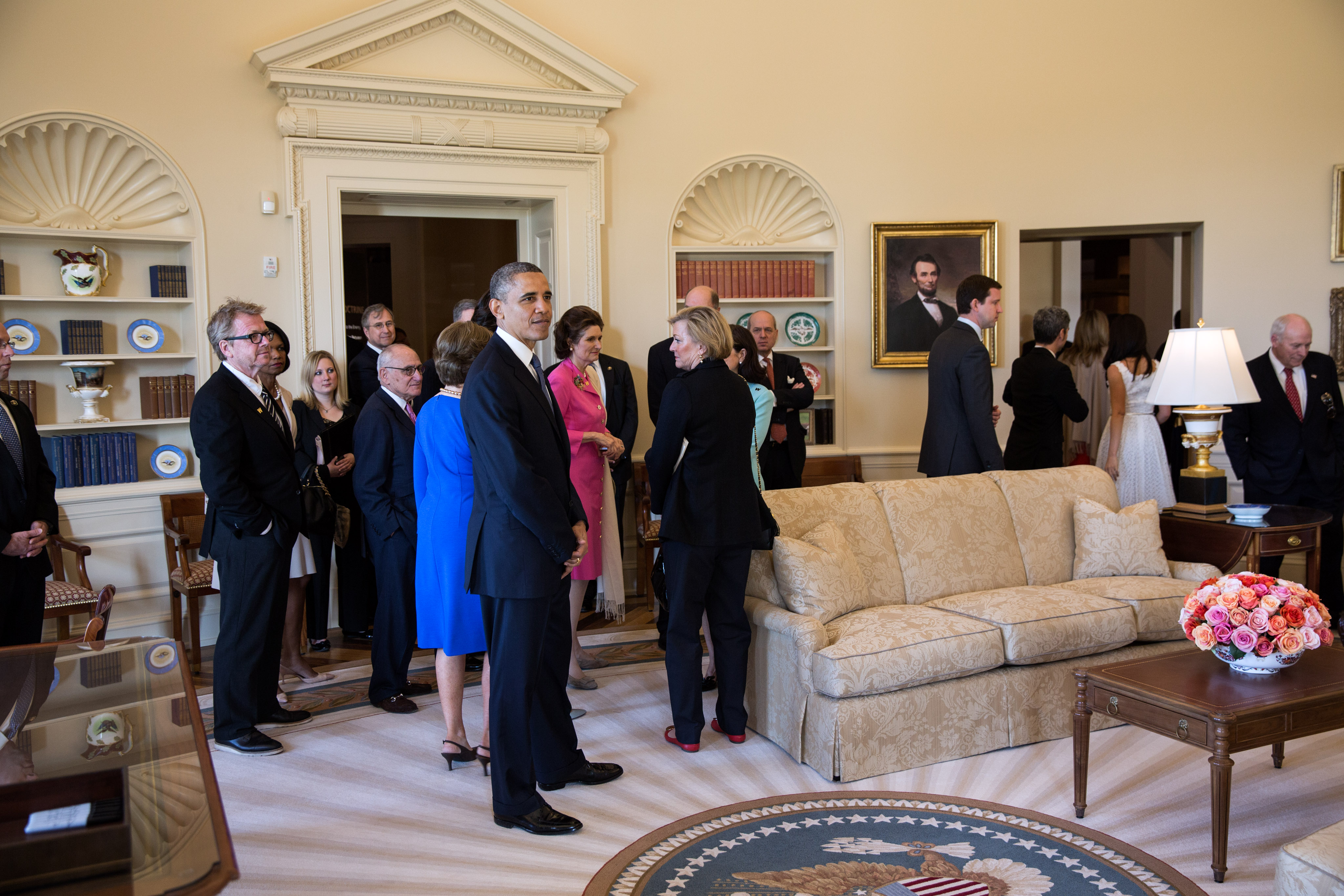
Barack Obama dans la réplique du bureau ovale lors de l'inauguration de la bibliothèque présidentielle

Elle comprend la bibliothèque d’archives avec ses milliers de documents et de photos des 8 ans de la présidence et le musée où sont exposées notamment le mégaphone utilisé à New York par le président juste après les attentats du 11 septembre, un revolver de Saddam Hussein offert par des soldats américains, des lettres de militaires ou encore divers cadeaux présidentiels. L’élément principal, fréquente dans les bibliothèques présidentielles, est une réplique exacte du bureau ovale tel qu'il était sous la présidence Bush. Une partie de l’aile Ouest a été reconstituée, ouverte sur un jardin inspiré de la roseraie de la Maison-Blanche mais avec des espèces végétales adaptées au climat texan, le « Texas Rose Garden ».

### LeGeorge W.Bush Institute
Il s’inscrit dans le prolongement des politiques entreprises par le président Bush pendant ces huit années de mandat avec pour fondement les principes de responsability, freedom, opportunity and compassion qui l’on selon lui guidé tout au long de sa présidence.
Les secteurs d’implication furent présentés le 12 novembre 2009. Il s’agit de promouvoir et défendre :
- l’éducation,
- la santé dans le monde,
- la liberté et les droits de l’Homme,
- la croissance économique.

L’objectif de l’institut est de parvenir par l’étude et la compréhension des phénomènes sociaux et géopolitiques mondiaux à répondre le plus efficacement possible aux enjeux du XXIe siècle.
L’institut se propose finalement de fournir le socle essentiel à tout travail politique ou humanitaire ultérieure et s’inscrit dans la lutte contre les différentes formes de fanatisme.
Ces deux entités sont réunis dans un bâtiment tout à la fois en briques rouges du Texas et en marbre blanc. À l’aspect très solennel et aux lignes épurées, la structure, bien que moderne et dotée de larges fenêtres n’en arborera pas moins un aspect traditionnel où se retrouveront certains traits caractéristiques de l’architecture du sud géorgien avec ses porches à colonnes et sa cour intérieure.
Rompant avec la linéarité du site universitaire, un immense jardin botanique doté de nombreuses variétés végétales fournira un décor de bosquets et de prairies, organisé en niveau et utilisant le principe de l’hydrologie pour éviter une utilisation massive d‘eau. Le bâtiment quant à lui fonctionnera pour partie grâce à l’énergie solaire.